# بیل (کالیفرنیا)
بیل (به انگلیسی: Bale) یک منطقهٔ مسکونی در ایالات متحده آمریکا است که در شهرستان ناپا، کالیفرنیا واقع شده‌است. بیل ۸۶ متر بالاتر از سطح دریا واقع شده‌است.